# Battaglia di Lauffeldt
La battaglia di Lauffeldt, o Lauffeld, è stato uno scontro tra le truppe francesi guidate da Maurizio di Sassonia e quelle della coalizione inglese, austriaca, hannoveriana ed olandese. La battaglia ebbe luogo nell'ambito della guerra di successione austriaca, nella campagna francese di conquista delle Fiandre.